# 水解
水解是一种化工单元过程，是物質與水反應，利用水形成新物质的过程。通常是指鹽類的水解平衡。不包含澱粉酶分解。

## 無機物的水解
无机物在水中分解通常是双分解过程，属于复分解反应。水分子也被分解成氢离子和氢氧根，和被水解的物质残片结合形成新物质，如：
- 氯气在水中分解，一个氯離子和一个水被分解的氢離子结合成盐酸，水分子的另一个氢氧根離子与另一个氯離子结合成次氯酸：

{\displaystyle {\ce {Cl2 -> Cl+ + Cl-}}}
{\displaystyle {\ce {H2O -> H+ + OH-}}}
{\displaystyle {\ce {Cl- + H+ -> HCl}}}
{\displaystyle {\ce {Cl+ + OH- -> HClO}}}
- 碳酸钠水解会产生碳酸氢钠：

{\displaystyle {\ce {Na2CO3 -> 2Na+ + CO3^{2-}}}}
{\displaystyle {\ce {H2O -> H+ + OH-}}}
{\displaystyle {\ce {Na+ + OH- ->NaOH}}}
{\displaystyle {\ce {Na+ + H+ + CO3^{2-}-> NaHCO3}}}
- 氯化铵水解会产生盐酸和氨水：

{\displaystyle {\ce {NH4Cl -> NH4+ + Cl-}}}
{\displaystyle {\ce {H2O -> H+ + OH-}}}
{\displaystyle {\ce {NH4+ + OH- -> NH3*H2O}}}
{\displaystyle {\ce {H+ + Cl- -> HCl}}}

## 有機物的水解
有机物的分子一般都比较大，水解时需要酸或碱作为催化剂，有时也用生物活性酶作为催化剂。酯会水解成酸和醇 ；在酸性水溶液(稀釋鹽酸溶液)中脂肪会水解成甘油和脂肪酸；淀粉会水解成葡萄糖；蛋白质会水解成氨基酸等分子量比较小的物质。
在鹼性水溶液中，脂肪會分解成甘油和固體脂肪酸鹽（即香皂），因此這種水解也叫作皂化反應。